# Han Murjan
Han Murjan (arabsko خان مرجان, tudi: Han Marjan) je stavba v suku v Bagdadu v Iraku. Zgradil jo je džalairidski guverner Bagdada Amin al-Din Murjan v 14. stoletju, prvotno kot karavanseraj, gostišče za potujoče trgovce, z veliko osrednjo dvorano, visoko 13 metrov. Ima nazobčane loke iz opeke in perforirana okna.
Stavba naj bi bila več kot dve stoletji v slabem stanju, v znamenitem hodniku pa je stala do pasu visoka poplavna voda iz Tigrisa. Do sredine 1980-ih je bila stavba obnovljena in je bila v uporabi kot restavracija.

## Zgodovina
Han Murjan je med letoma 1356 in 1358 zgradil Amin al-Din Murjan, džalajiridski guverner Bagdada, ki je zgradil tudi bližnjo mošejo Murjan. Ta se od drugih hanov, kar je še en izraz za karavanseraje, razlikuje po svoji arhitekturi: njegovo notranje dvorišče pokrivajo ogromni oboki iz opeke, strop pa je visok 13 metrov. Han ima dve nadstropji: v pritličju je 22 sob, v zgornjem nadstropju pa 23 sob. Zunanjost je okrašena z islamsko kaligrafijo. Glavna naloga hana je zavetje trgovcev, njihovih karavan, njihovega blaga in živali, ki prenašajo blago. Prav tako ostaja eden redkih hanov, katerih tloris ni vključeval odprtega osrednjega dvorišča, kot velja za zasnove večine drugih hanov.
Leta 1937 so v nekdanji stavbi Han Murjan odprli Muzej arabskih starin. Ta muzej je bil posvečen islamskim artefaktom v predstavi arabskega nacionalizma direktorja antikvitet Sati' al-Husrija. Do sredine 1980-ih so stavbo pod vodstvom Sadama Huseina spremenili v turistično restavracijo, v kateri je materializirala pristno bagdadsko vzdušje z igranjem iraškega maqama (zvrst arabske glasbe). Natakarji so bili v tradicionalnih oblačilih, za mizami pa so gostje prepevali. Poleg tega so bili k igranju povabljeni umetniki Maqam, kot je Yousef Omar.

## Sedanjost
Danes je Han Murjan med najstarejšimi preostalimi hani v Iraku in ga upravljata Liwan za kulturo in razvoj ter Državni odbor za starine in dediščino (SBAH). Njegovo obnovo vodi Mednarodna zveza za varstvo dediščine na območjih konfliktov.
Vpliv Hana Murjana je očiten onkraj Bagdada. V Dubaju v Združenih arabskih emiratih je tržnica Han Murjan v nakupovalnem središču WAFI priljubljena turistična destinacija. Spektakel nakupovalnega središča ima štiri četrti, ki so postavljene v suk iz 14. stoletja z okraski in arhitekturo pod vplivom zgodovinskega Egipta, Sirije, Maroka in Turčije. Nakupovalno središče WAFI Mall gosti tudi restavracijo Han Murjan, kjer lahko ljudje zajtrkujejo, kosijo in večerjajo.
V Tampi na Floridi je restavracija z imenom Han Murjan stregla tradicionalno iraško in halal hrano. Restavracija je bila zaprta novembra 2023.

## Galerija
- Vhod
- Han Murjan kavarna
- Notranjost